# Mahamane Ousmane
Mahamane Ousmane (Zinder, 20 gennaio 1950) è un politico nigerino.
Dopo avere studiato economia monetaria e finanziaria in Francia ed in Canada, Mahamane Ousmane ritorna in Niger nel 1980.
Nel gennaio 1991, fonda il partito politico Convenzione Democratica e Sociale (CDS) d'ispirazione social-democratica. Il 27 marzo 1993, nel corso della prima elezione democratica, è eletto presidente della repubblica con il 55,42% delle preferenze davanti a Mamadou Tandja, si deve confrontare quindi con una crisi economica e sociale che ha causato una ribellione dei Tuareg con i quali firma un accordo di pace il 24 aprile 1995.
Nel settembre 1994, un rovesciamento d'alleanza lo mette in minoranza all'assemblea nazionale. Nel febbraio 1995, perde le elezioni legislative e nomina Hama Amadou, uno dei principali capi della parte maggioritaria diretta dal futuro presidente Tandja Mamadou.
Il 27 gennaio 1996, a causa di un colpo di Stato condotto dal colonnello Ibrahim Baré Maïnassara. Un'elezione presidenziale controversa è organizzata nel giugno 1996 Baré Maïnassara vince di fronte a Ousmane.
In occasione delle elezioni politiche del 24 novembre 1999, la CDS ottiene 17 dei 83 seggi dell'assemblea nazionale. Ousmane, presidente del CDS, è in seguito eletto presidente dell'assemblea nazionale il 29 dicembre. È scelto come candidato del CDS in occasione delle presidenziali del novembre 2004 ma fallisce al primo turno con il 17,43% dei voti. Il suo partito ottiene 22 delle 113 seggi in occasione delle elezioni del dicembre 2004 (17,36% ) ciò permette a Ousmane di restare al suo posto come presidente dell'assemblea.
il CDS è attualmente la terza forza politica in Niger poiché ha avuto una fuoriuscita di suoi membri che hanno fondato il RDP.
Dall'aprile 2004, Ousmane è presidente del comitato parlamentare su diritti dell'uomo e inoltre presidente del Parlamento della Comunità economica degli stati dell'Africa dell'Ovest.

## Onorificenze
Personalmente è stato insignito dei titoli di: